# Acarassus
Acarassus (łac. Dioecesis Acarassensis) – stolica historycznej diecezji w Cesarstwie Rzymskim (prowincja Licja), współcześnie w Turcji. Od 1933 katolickie biskupstwo tytularne. 

## Biskupi tytularni
| Lp. | Biskup                      | Funkcja                                                                  | Od               | Do                |
| --- | --------------------------- | ------------------------------------------------------------------------ | ---------------- | ----------------- |
| 1   | Louis Janssens CICM         | emerytowany biskup Jehol (Chiny)                                         | 9 stycznia 1948  | 14 kwietnia 1950  |
| 2   | Constant Jurgens CICM       | emerytowany biskup Tuguegarao (Filipiny)                                 | 6 maja 1950      | 3 czerwca 1952    |
| 3   | Paul Constant Schoenmaekers | biskup pomocniczy mecheleński, następnie mecheleńsko-brukselski (Belgia) | 8 września 1952  | 8 stycznia 1986   |
| 4   | Stefan Soroka               | biskup pomocniczy Winnipeg obrządku bizantyjsko-ukraińskiego (USA)       | 29 marca 1996    | 29 listopada 2000 |
| 5   | Stefan Meniok CSsR          | egzarcha doniecko-charkowski, następnie egzarcha doniecki                | 11 stycznia 2002 |                   |